# Marthijn Pothoven
Marthijn Pothoven (Epse, 16 september 1969) is een Nederlands voormalig voetballer die uitkwam voor Go Ahead Eagles. Hij speelde als middenvelder.
Hij was 25 jaar lang directeur van Deventrade, een sportkleding-gigant in Deventer. Daarna werd hij eigenaar van Core Values voor Begeleiding en Coaching in Joppe.